# 馬達堵轉測試
馬達堵轉測試又稱短路測試（short circuit test）、轉子鎖定測試（locked rotor test）或失速轉矩測試（stalled torque test），是感應馬達的測試，可以找出額定電壓下的短路電流、短路時的功率因素、馬達的漏電感（漏感抗）以及啟動轉矩等資訊；此測試會在低電壓時進行，因為若輸入電壓為額定電壓，通過定子繞組的電流會很大，會使繞組過熱造成損壞。
對於繞線式感應馬達，因其啟動轉矩可以依需要調整，不會進行堵轉轉子的轉矩測試；而對於鼠籠式感應馬達，會進行堵轉轉子的電流測試。

## 測試方式
在馬達堵轉測試時，會將转子固定不動。會用低的交流電壓加到定子繞組端子上，使定子繞組的電流為額定滿載電流，此時量測電流、電壓以及輸入的功率。在轉子靜止時，其滑差（slip）{\displaystyle s=1}。IEEE建議輸入電壓的頻率為額定頻率的1/4，因為轉子的等效電阻在低頻下的值和高頻可能不同。可以用不同的電壓再重做此測試，確認得到的數值是正確的。因為定子上的電流可能會超過額定電流，此測試需迅速進行。利用此測試得到的數據，可以建構馬達的圓線圖。

## 相關計算

### 額定電壓時的短路電流
{\displaystyle I_{S}}是電壓在{\displaystyle V_{S}}時的短路電流

{\displaystyle I_{SN}}是電壓在額定電壓{\displaystyle V}時的短路電流

{\displaystyle I_{SN}=I_{S}\times {\frac {V}{V_{S}}}}

### 短路功率因素
{\displaystyle W_{S}}是短路時的總輸入功率

{\displaystyle V_{SL}}是短路時的輸入線電壓

{\displaystyle I_{SL}}是短路時的輸入線電流

{\displaystyle cos\phi _{S}}是短路時的功率因素

{\displaystyle cos\phi _{S}={\frac {W_{S}}{{\sqrt {3}}{V_{SL}}{I_{SL}}}}}

### 漏感抗
{\displaystyle Z_{01}}是短路時，參考定子的短路阻抗

{\displaystyle X_{01}}是短路時，參考定子的單相漏感抗

{\displaystyle Z_{01}={\frac {\text{short circuit voltage per phase}}{\text{short circuit current}}}={\frac {V_{S}}{I_{S}}}}
{\displaystyle W_{cu}} 是總銅損

{\displaystyle W_{c}} 是總鐵損
{\displaystyle W_{cu}=W_{S}-W_{c}}

{\displaystyle W_{cu}={3}\times {{I_{S}}^{2}{R_{01}}}}
{\displaystyle R_{01}={\frac {W_{cu}}{3{I_{S}}^{2}}}}
{\displaystyle X_{01}={\sqrt {{Z_{01}}^{2}-{R_{01}^{2}}}}}